# Leonhard Voigt
Taddaeus Leonhard Voigt, auch Thaddaeus Leonhard Voigt (* 11. Oktober 1835 in Hamburg; † 23. Oktober 1925 ebenda) war ein deutscher Arzt.

## Leben und Wirken
Leonhard Voigt erhielt eine Schulausbildung an der Gelehrtenschule des Johanneums und dem Katharineum zu Lübeck, wo er zu Ostern 1855 sein Abitur machte. Ab 1856 studierte er Medizin an Universitäten in Göttingen, Leipzig und Würzburg und schloss dort im Sommer 1859 mit der Promotion ab. Während seines Studiums in Göttingen wurde er 1856 Mitglied der Burschenschaft Brunsviga. Ab 1860 arbeitete er als Arzt am Allgemeinen Krankenhaus in seiner Geburtsstadt und ab 1863 als Armenarzt. Während des Deutsch-Französischen Krieges leistete er Kriegsdienst in einem Lazarett.
Von 1870 bis 1873 kam es in Hamburg zu einem großflächigen Ausbruch der Pocken. Da die Zahl der infizierten Personen nur langsam zunahm, wurde die Epidemie in der Bevölkerung anfangs wenig beachtet. Der Höhepunkt der Krankheitswelle lag im strengen Winter 1871/72, als ungefähr 4000 Personen an der Infektionskrankheit starben. Der Hamburger Senat stellte erst angesichts dieser Häufung von Todesfällen fest, dass eine behördliche verordnete Impfpflicht zur Pockenimpfung notwendig war und etablierte sie als eine der letzten Behörden in Deutschland 1872. Dazu rief er eine Staatsimpfanstalt ins Leben, an der Leonhard Voigt eine Stelle als „Jungassistenzarzt“ erhielt. Zum Oberimpfarzt wurde Hermann Julian Siemssen ernannt.
Im Januar 1874 entnahm Siemssen einem bereits geimpften Kind Lymphe, um damit ein weiteres Kind zu impfen. Diese Weiterimpfung von Mensch zu Mensch war seinerzeit gängige Praxis. Siemssen übersah, dass dieses Kind Symptome der Syphilis zeigte. Der Mediziner impfte mit der gewonnenen Lymphe anschließend den Schlossersohn Paul Preuss, der daraufhin eine schwere Syphilisinfektion entwickelte. Leonhard Voigt übernahm im selben Jahr Siemssens Stelle als Leiter der Staatsimpfanstalt, nachdem dieser des Amtes enthoben worden war. Aufgrund der folgenschweren Impfung Siemssens hatte er erkannt, dass Impfungen von Mensch zu Mensch riskant waren und weitere derartige Fälle nur vermieden werden konnten, wenn ausschließlich frische Kuhpocken als Pockenimpfstoff gemäß dem von Edward Jenner entwickelten Verfahren verwendet wurden.
Die Verwendung dieses Impfstoffs galt seinerzeit als absolut unüblich, aufwendig und nicht immer erfolgreich. Voigt besuchte mehrere große „Tierlymphe-Anstalten“ in den Niederlanden, bei denen er die Gewinnung von Kuhpockenlymphe erlernte. Anschließend kehrte er zurück an die Staatsimpfanstalt in Hamburg und organisierte in deren Untergeschoss Ställe für Kälber und einen „Kälber-Impfsaal“. Voigt entwickelte ein Verfahren, bei dem die von Kälbern gewonnene Lymphe mit Glycerin aufbereitet und somit deren Wirksamkeit verbessert werden konnte. Die Forschungen hierzu schloss er 1884 ab. Mit der Methode zur Aufbereitung und Gewinnung des Impfstoffs, der Vakzination im gleichen Gebäude und der Neuentwicklung der dafür notwendigen Geräte etablierte Voigt weltweit neue Maßstäbe, für die die Hamburger Impfanstalt überregional bekannt wurde.
Voigt unternahm gemeinsam mit Ludwig Pfeiffer Tierversuche, um den Impfstoff weiter zu optimieren. 1903 stellten sie eine Methode vor, bei der sie den Impfstoff nicht von Kalb zu Kalb weiterimpften, sondern stattdessen ein Kaninchen als „Passagetier“ verwendeten. 1916 und somit fünf Jahre, nachdem er einen entsprechenden Antrag gestellt hatte, ging Voigt in hohem Alter in Pension.

## Ehrungen

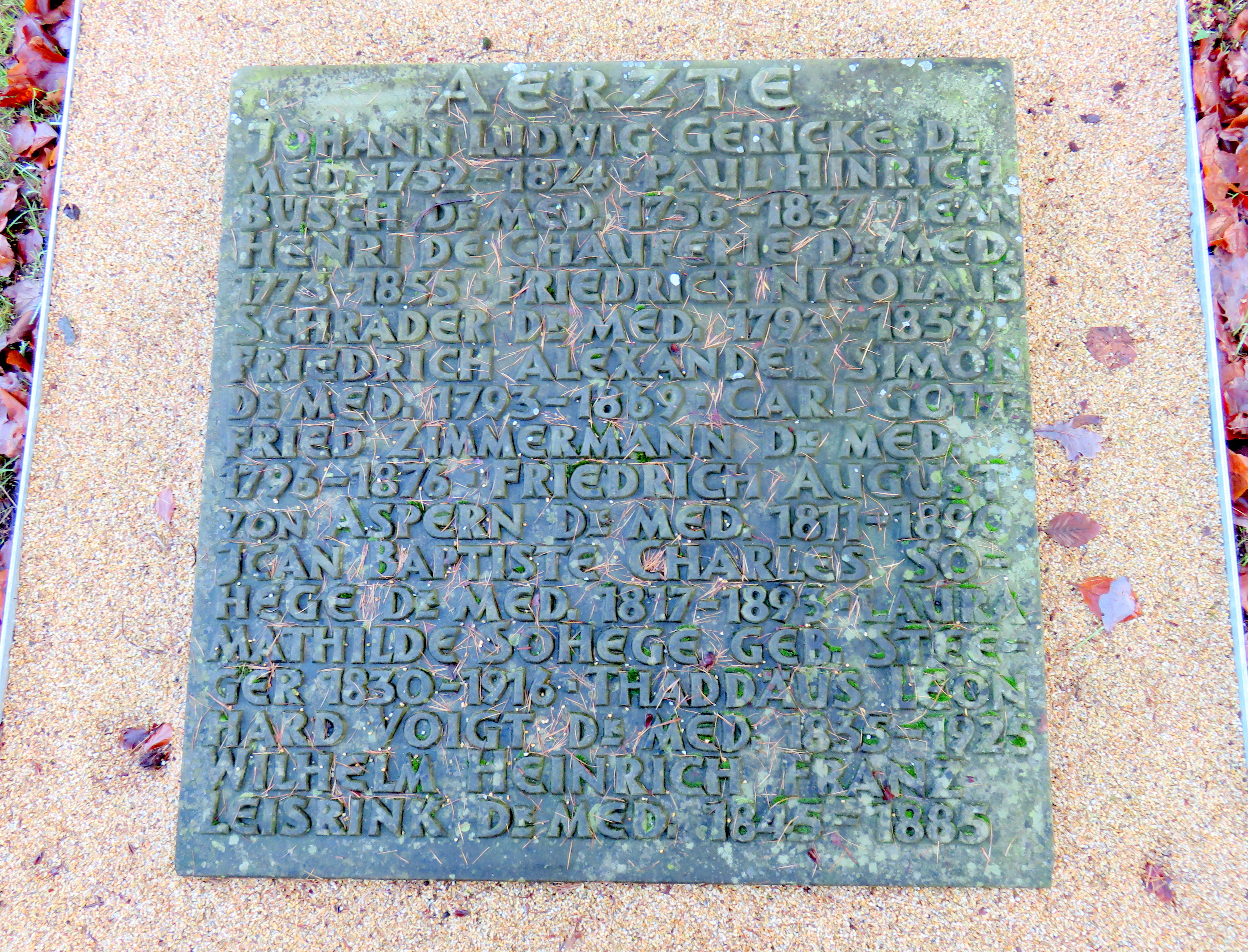
„Thaddäus Leonhard Voigt“, Friedhof Ohlsdorf

Für seine Verdienste wurde Voigt mehrfach ausgezeichnet. 1899 erhielt er den Dannebrog-Orden für seine Beratertätigkeiten im Rahmen der Etablierung einer Impfanstalt in Kopenhagen. 1900 wurde ihm der Rote Adlerorden 4. Klasse verliehen. Da er Weiterbildungen für Kolonial- und Schutztruppenärzte im Bereich des Impfwesens anbot, wurde er 1905 mit dem Königlichen Kronen-Orden 3. Klasse ausgezeichnet. 1907 erhielt er in Hamburg einen Professorentitel und 1910 die Goldene Medaille der Académie de médecine in Paris.
An Leonhard Voigt wird auf der Sammelgrabmalplatte Aerzte des Althamburgischen Gedächtnisfriedhofs, Friedhof Ohlsdorf, erinnert.